# Naturpark Westensee
Naturpark Westensee ligger i trekanten mellem byerne  Kiel–Neumünster–Rendsburg i morænelandskabet Østholstenske Bakkeland. Naturparken administreres af Kreis Rendsburg-Eckernförde.

## Beliggenhed
Kernen i det  25.000 hektar store område er den 692 hektar store sø Westensee. Området er indrammet af motorvejene A 7, A 210 og A 215.  

## Landskabet
Landskabet er dannet i den sidste istid og er kendetegnet ved bakker, dale, skove, marker, moser, søer (f.eks. Brahmsee), sump, små floder (f.eks. Ejderen), klipper, grusbakker og sandbanker.

## Turisme
Schleswig-Holstein Musik Festival har  regelmæssigt tilbagevendende arrangementer på godset Emkendorf . For vandrere forbinder Naturparkvej Slesvig-Holsten de fem  Naturparker i Slesvig-Holsten.

## Eksterne kilder og henvisninger
- Wikimedia Commons har flere filer relateret til Naturpark Westensee
- Naturpark Westensee
- Noch immer wird hier das Leben nach Gutsherrenart gepflegt
- Tourismus Naturpark Westensee

54°15′N 9°55′Ø / 54.25°N 9.92°Ø